# Лун-Вож (притока Кожим'ю)
Лун-Вож або Лунво́ж (рос. Лун-Вож, Лунвож) — річка в Республіці Комі, Росія, ліва притока річки Кожим'ю, лівої притоки річки Ілич, правої притоки річки Печора. Протікає територією Троїцько-Печорського району.
Річка починається на північно-західних схилах гори Макар-Із (висота 964 м), протікає на північ та північний захід.
Притоки:
- ліва — Лун-Йор-Я